# Eyalet di Sharazor
L'eyalet di Sharazor (in turco: Eyalet-i Şehrizor), fu un eyalet dell'Impero ottomano nell'area corrispondente all'attuale Kurdistan.

## Storia
Quando gli ottomani conquistarono la regione nel 1554, essi decisero di lasciare il governo della regione nelle mani dei capi curdi locali, perciò l'area non venne incorporata direttamente nel sistema amministrativo ottomano. I governatori erano pertanto membri dei vari clan curdi e solo raramente erano presenti delle guarnigioni ottomane nell'area.
Tra la fine del Settecento e l'inizio dell'Ottocento l'eyalet iniziò ad essere dominato dal clan Baban. I membri di questo clan furono in grado di mantenere il loro controllo sul territorio in maniera così stabile da garantire la sicurezza alla parte della regione confinante con l'Iran in cambio della piena autonomia. Il sanjak di Baban, che includeva la città di Kirkuk, prese il proprio nome da questa famiglia.
I Baban consideravano i principi curdi di Ardalan, che controllavano la porzione iraniana del Kurdistan, i loro naturali rivali e nel 1694 Sulayman Beg invase l'Iran e sconfisse l'emiro di Ardalan. Dopo il 1784, i Baban spostarono la loro capitale nella nuova città di Sulaymaniya, che venne così denominata dal fondatore della dinastia.
Nel 1850 il governo della famiglia Baban venne infine posto a termine, e la regione venne posta sotto il diretto controllo del governatore di Baghdad nel 1862. Ad ogni modo, la caduta dei Baban portò ad un deterioramento delle relazioni tra i diversi clan, dando come risultato un periodo di anarchia che si concluse solo con la crescita di un altro clan curdo, quello dei Barzinji, sempre nell'Ottocento.

## Geografia antropica

### Suddivisioni amministrative
I sanjak dell'Eyalet di Sharazor nel XIX secolo erano:
1. sanjak di Sarujek
2. sanjak di Erbil
3. sanjak di Kesnan
4. sanjak di Sheher bazar
5. sanjak di Jenguleh
6. sanjak di Jebel hamrin
7. sanjak di Hazar mardud
8. sanjak di Alhuran
9. sanjak di Merkareh
10. sanjak di Hazir
11. sanjak di Rudin
12. sanjak di Tiltari
13. sanjak di Sebeh
14. sanjak di Zenjir
15. sanjak di Ajub
16. sanjak di Abruman
17. sanjak di Pak
18. sanjak di Perteli
19. sanjak di Bilkas
20. sanjak di Aushni
21. sanjak di Kala-Ghazi
22. Sanjak di Sheherzul